# روبرت هارمون
روبرت هارمون (بالإنجليزية: Robert Harmon)‏ هو مخرج أمريكي، ولد في 1953 في نيويورك في الولايات المتحدة.

## وصلات خارجية
- روبرت هارمون على موقع IMDb (الإنجليزية)
- روبرت هارمون على موقع ألو سيني (الفرنسية)
- روبرت هارمون على موقع أول موفي (الإنجليزية)
- روبرت هارمون على موقع قاعدة بيانات الأفلام السويدية (السويدية)
- روبرت هارمون على موقع قاعدة بيانات الفيلم (الإنجليزية)
- روبرت هارمون على موقع كينوبويسك (الروسية)